# Campeonato Brasileiro Série A 2004
Il Campeonato Brasileiro Série A 2004 (in italiano Campionato Brasiliano Serie A 2004) è stato la 34ª edizione del massimo campionato brasiliano di calcio.

## Formula
Girone all'italiana con partite di andata e ritorno. Vince il campionato la squadra che totalizza più punti, retrocedono in Série B le ultime 4 classificate.

## Squadre partecipanti
| Squadra          | Città              | Stato             | Stagione 2003           |
| ---------------- | ------------------ | ----------------- | ----------------------- |
| Atlético Mineiro | Belo Horizonte     | Minas Gerais      | 7° in Série A           |
| Athl. Paranaense | Curitiba           | Paraná            | 12° in Série A          |
| Botafogo         | Rio de Janeiro     | Rio de Janeiro    | 2° in Série B           |
| Corinthians      | San Paolo          | San Paolo         | 15° in Série A          |
| Coritiba         | Curitiba           | Paraná            | 5° in Série A           |
| Criciúma         | Criciúma           | Santa Catarina    | 14° in Série A          |
| Cruzeiro         | Belo Horizonte     | Minas Gerais      | Vincitore della Série A |
| Figueirense      | Florianópolis      | Santa Catarina    | 11° in Série A          |
| Flamengo         | Rio de Janeiro     | Rio de Janeiro    | 8° in Série A           |
| Fluminense       | Rio de Janeiro     | Rio de Janeiro    | 19° in Série A          |
| Goiás            | Goiânia            | Goiás             | 9° in Série A           |
| Grêmio           | Porto Alegre       | Rio Grande do Sul | 20° in Série A          |
| Guarani          | Campinas           | San Paolo         | 13° in Série A          |
| Internacional    | Porto Alegre       | Rio Grande do Sul | 6° in Série A           |
| Juventude        | Caxias do Sul      | Rio Grande do Sul | 18° in Série A          |
| Palmeiras        | San Paolo          | San Paolo         | 1° in Série B           |
| Paraná           | Curitiba           | Paraná            | 10° in Série A          |
| Paysandu         | Belém              | Pará              | 22° in Série A          |
| Ponte Preta      | Campinas           | San Paolo         | 21° in Série A          |
| São Caetano      | São Caetano do Sul | San Paolo         | 4° in Série A           |
| San Paolo        | San Paolo          | San Paolo         | 3° in Série A           |
| Santos           | Santos             | San Paolo         | 2° in Série A           |
| Vasco da Gama    | Rio de Janeiro     | Rio de Janeiro    | 17° in Série A          |
| Vitória          | Salvador           | Bahia             | 16° in Série A          |

## Classifica finale
A seguito della morte di Serginho per arresto cardiaco il 27 ottobre 2004 nella partita contro il San Paolo, il São Caetano fu penalizzato di 24 punti per aver schierato in 4 partite il giocatore in condizioni fisiche non adatte.
| Pos. | Squadra          | Pt | G  | V  | N  | P  | GF  | GS | DR  |
| ---- | ---------------- | -- | -- | -- | -- | -- | --- | -- | --- |
| 1    | Santos           | 89 | 46 | 27 | 8  | 11 | 103 | 58 | +45 |
| 2    | Athl. Paranaense | 86 | 46 | 25 | 11 | 10 | 93  | 56 | +37 |
| 3    | San Paolo        | 82 | 46 | 24 | 10 | 12 | 78  | 43 | +35 |
| 4    | Palmeiras        | 79 | 46 | 22 | 13 | 11 | 72  | 47 | +25 |
| 5    | Corinthians      | 74 | 46 | 20 | 14 | 12 | 54  | 54 | 0   |
| 6    | Goiás            | 72 | 46 | 21 | 9  | 16 | 81  | 68 | +13 |
| 7    | Juventude        | 70 | 46 | 20 | 10 | 16 | 60  | 66 | -6  |
| 8    | Internacional    | 67 | 46 | 20 | 7  | 19 | 66  | 59 | +7  |
| 9    | Fluminense       | 67 | 46 | 18 | 13 | 15 | 65  | 68 | -3  |
| 10   | Ponte Preta      | 64 | 46 | 19 | 7  | 20 | 43  | 73 | -30 |
| 11   | Figueirense      | 63 | 46 | 17 | 12 | 17 | 57  | 59 | -2  |
| 12   | Coritiba         | 62 | 46 | 15 | 17 | 14 | 53  | 48 | +5  |
| 13   | Cruzeiro         | 56 | 46 | 16 | 8  | 22 | 69  | 81 | -12 |
| 14   | Paysandu         | 56 | 46 | 14 | 14 | 18 | 56  | 76 | -20 |
| 15   | Paraná           | 54 | 46 | 15 | 9  | 22 | 52  | 73 | -21 |
| 16   | Vasco da Gama    | 54 | 46 | 14 | 12 | 20 | 64  | 68 | -4  |
| 17   | Flamengo         | 54 | 46 | 13 | 15 | 18 | 51  | 53 | -2  |
| 18   | São Caetano      | 53 | 46 | 23 | 8  | 15 | 65  | 49 | +16 |
| 19   | Atlético Mineiro | 53 | 46 | 12 | 17 | 17 | 60  | 66 | -6  |
| 20   | Botafogo         | 51 | 46 | 11 | 18 | 17 | 62  | 71 | -9  |
| 21   | Criciúma         | 50 | 46 | 13 | 11 | 22 | 61  | 78 | -17 |
| 22   | Guarani          | 49 | 46 | 11 | 16 | 19 | 43  | 55 | -12 |
| 23   | Vitória          | 48 | 46 | 13 | 9  | 24 | 68  | 87 | -19 |
| 24   | Grêmio           | 39 | 46 | 9  | 12 | 25 | 60  | 80 | -20 |

## Verdetti
- Santos campione del Brasile 2004.
- Santos, e San Paolo qualificati per la Coppa Libertadores 2005 e la Coppa Sudamericana 2005.
- Atlético Paranaense e Palmeiras qualificati per la Coppa Libertadores 2005.
- Corinthians, Goiás, Juventude, Internacional, Fluminense e Cruzeiro qualificati per la Coppa Sudamericana 2005.
- Criciúma, Guarani, Vitória e Grêmio retrocessi in Série B.

## Classifica marcatori
| Pos. | Giocatore         | Squadra          | Gol |
| ---- | ----------------- | ---------------- | --- |
| 1    | Washington        | Athl. Paranaense | 34  |
| 2    | Alex Dias         | Goiás            | 22  |
| 3    | Deivid            | Santos           | 21  |
| 3    | Robinho           | Santos           | 21  |
| 5    | Cláudio Pitbull   | Grêmio           | 19  |
| 6    | Edílson           | Vitória          | 18  |
| 6    | Fabrício Carvalho | São Caetano      | 18  |
| 6    | Obina             | Vitória          | 18  |
| 6    | Dejan Petković    | Vasco da Gama    | 18  |
| 10   | Grafite           | San Paolo        | 17  |